# Kapitän Harmsen
Kapitän Harmsen (volledige titel: Kapitän Harmsen – Geschichten um eine Hamburger Familie) was een familieserie die liep van 24 augustus 1969 tot 5 april 1970 in het avondprogramma van de  Duitse zender ZDF. Het verhaal speelde zich af in Hamburg en ging over het wel en wee van kapitein Wilhelm Harmsen en zijn familie.

## Rolverdeling

### Hoofdrollen
| Personage       | Acteur/actrice    |
| --------------- | ----------------- |
| Wilhelm Harmsen | Hans Musaus       |
| Anna Harmsen    | Marianne Lindner  |
| Karl Harmsen    | Gerhard Bormann   |
| Ulla Harmsen    | Brigitte Rohkohl  |
| Fiete Harmsen   | Hartmut Bordel    |
| opa Harmsen     | Rudolf Beiswanger |
| Olaf Torkilsen  | Folæ Rubæk        |

### Gastrollen
- Helga Feddersen
- Heidi Schaffrath
- Max Grießer
- Karin Hardt
- Gernot Endemann
- John Rhys-Davies
- Olivia Molina
- Gert Haucke
- Paul Edwin Roth
- Judy Winter
- Eva Zlonitzky
- Alexander Welbat

## Verhaal
Wilhelm Harmsen is een kapitein uit Hamburg, maar in plaats van met grote schepen de wereld rond te varen, bleef hij als kapitein op een sleepboot aan de Elbe omwille van zijn familie. Wanneer hij met pensioen gaat, erft hij een villa van een oude vrouw die hij eens (jaren geleden) het leven heeft gered. Terwijl zijn vrouw, de twee volwassen kinderen en "opa" meteen enthousiast zijn, moet de eenvoudige kapitein eerst de nieuwe leefsituatie gewoon worden in het mooie Blankenese. Het resultaat is dat het gezin allerlei avonturen beleeft die altijd verband houden met de zeevaart of de Hamburgse haven.

## Afleveringen

### Seizoen 1 (1969)
| Aflevering (seizoen) | Aflevering (serie) | Titel                  | Uitzenddatum      |
| -------------------- | ------------------ | ---------------------- | ----------------- |
| 1                    | 1                  | Das Haus in Blankenese | 24 augustus 1969  |
| 2                    | 2                  | Das Wrack              | 31 augustus 1969  |
| 3                    | 3                  | Neue Tapeten           | 14 september 1969 |
| 4                    | 4                  | Fahrt nach Helgoland   | 21 september 1969 |
| 5                    | 5                  | Schwimmdock VII        | 5 oktober 1969    |
| 6                    | 6                  | Seekadetten            | 12 oktober 1969   |

### Seizoen 2 (1970)
| Aflevering (seizoen) | Aflevering (serie) | Titel                         | Uitzenddatum     |
| -------------------- | ------------------ | ----------------------------- | ---------------- |
| 1                    | 7                  | Besuch aus England            | 4 januari 1970   |
| 2                    | 8                  | Adios, Kopenhagen!            | 17 januari 1970  |
| 3                    | 9                  | Hahnöfersand                  | 1 februari 1970  |
| 4                    | 10                 | Das Bayerische Meer           | 15 februari 1970 |
| 5                    | 11                 | Zwischenfall auf der "Uganda" | 1 maart 1970     |
| 6                    | 12                 | Der Hochzeitstag              | 15 maart 1970    |
| 7                    | 13                 | Das Quiz                      | 5 april 1970     |